# 紹沃 (芬蘭)

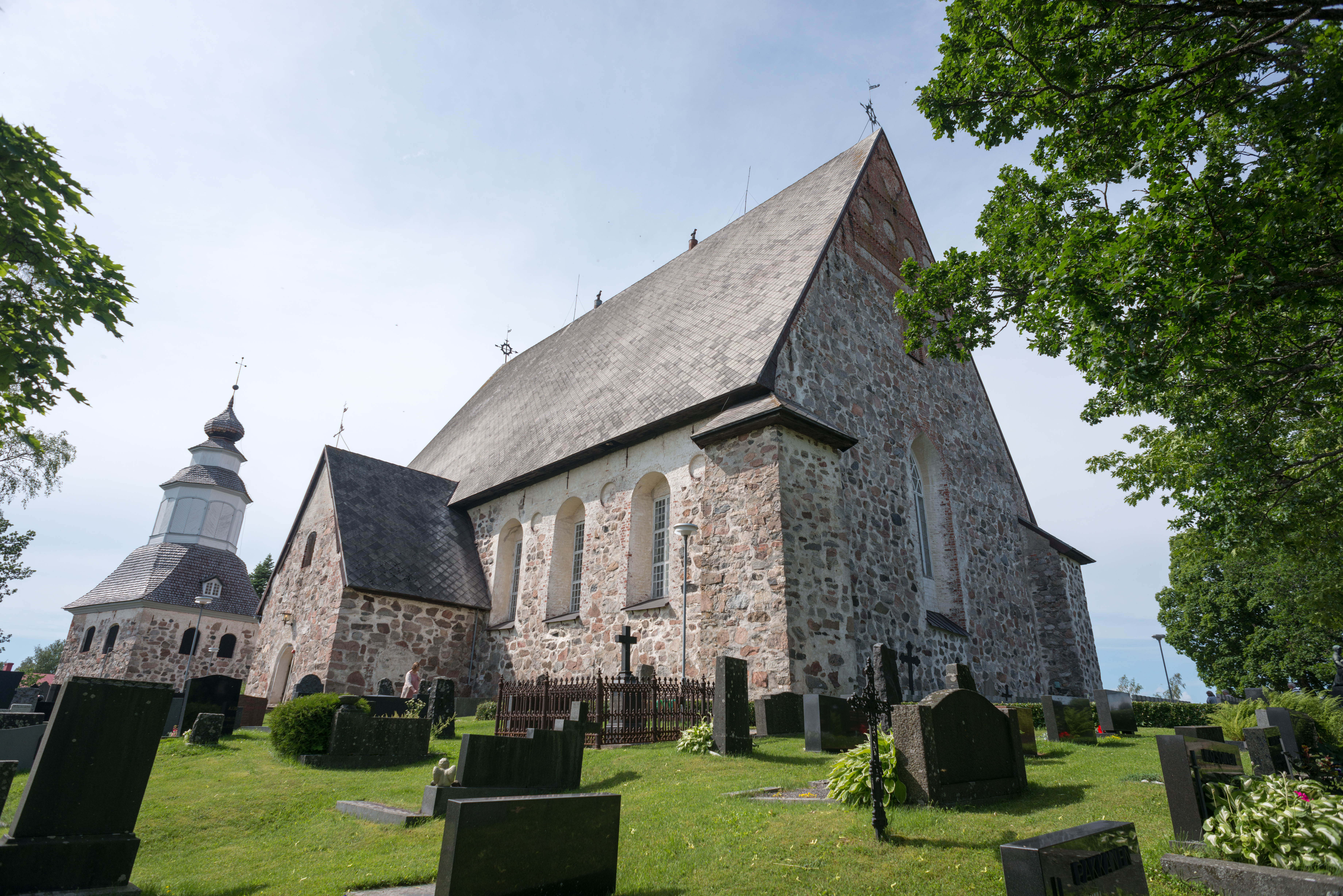
绍沃教堂

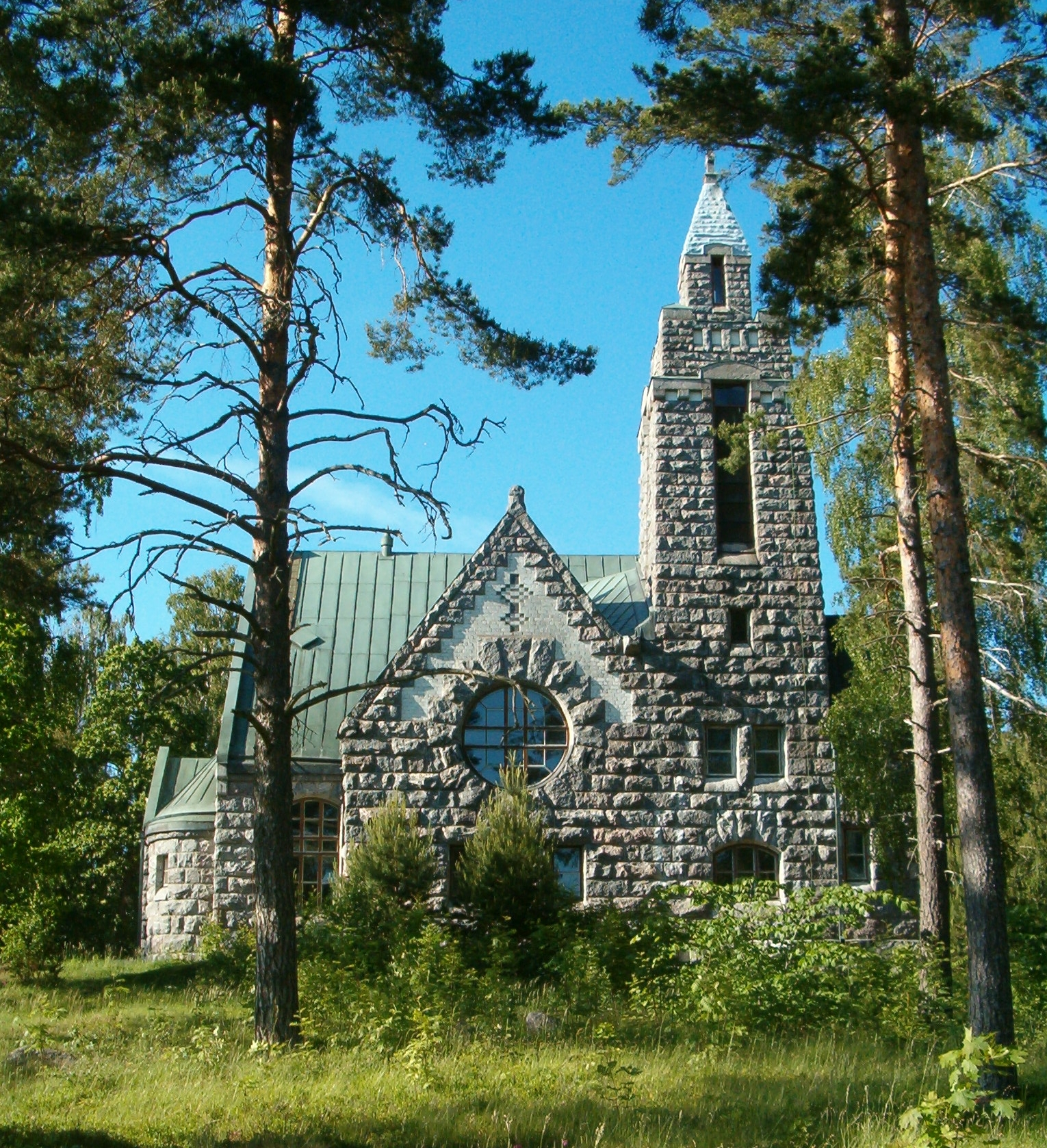
卡鲁纳教堂

紹沃（芬蘭語：Sauvo）是芬蘭的市鎮，位於該國南部，由西南芬蘭區負責管轄，距離圖爾庫35公里，面積299.71平方公里，2013年人口3,043，人口密度為每平方公里12.05人。

## 外部連結
- Municipality of Sauvo （页面存档备份，存于） – Official website （文）